# Durutovići
Durutovići (en serbe cyrillique : Дурутовићи) est un village du nord du Monténégro, dans la municipalité de Pljevlja.

## Démographie

### Évolution historique de la population
| 1948 | 1953 | 1961 | 1971 | 1981 | 1991 | 2003 |
| ---- | ---- | ---- | ---- | ---- | ---- | ---- |
| 98   | 173  | 175  | 256  | 154  | 146  | 93   |